# 덴쓰

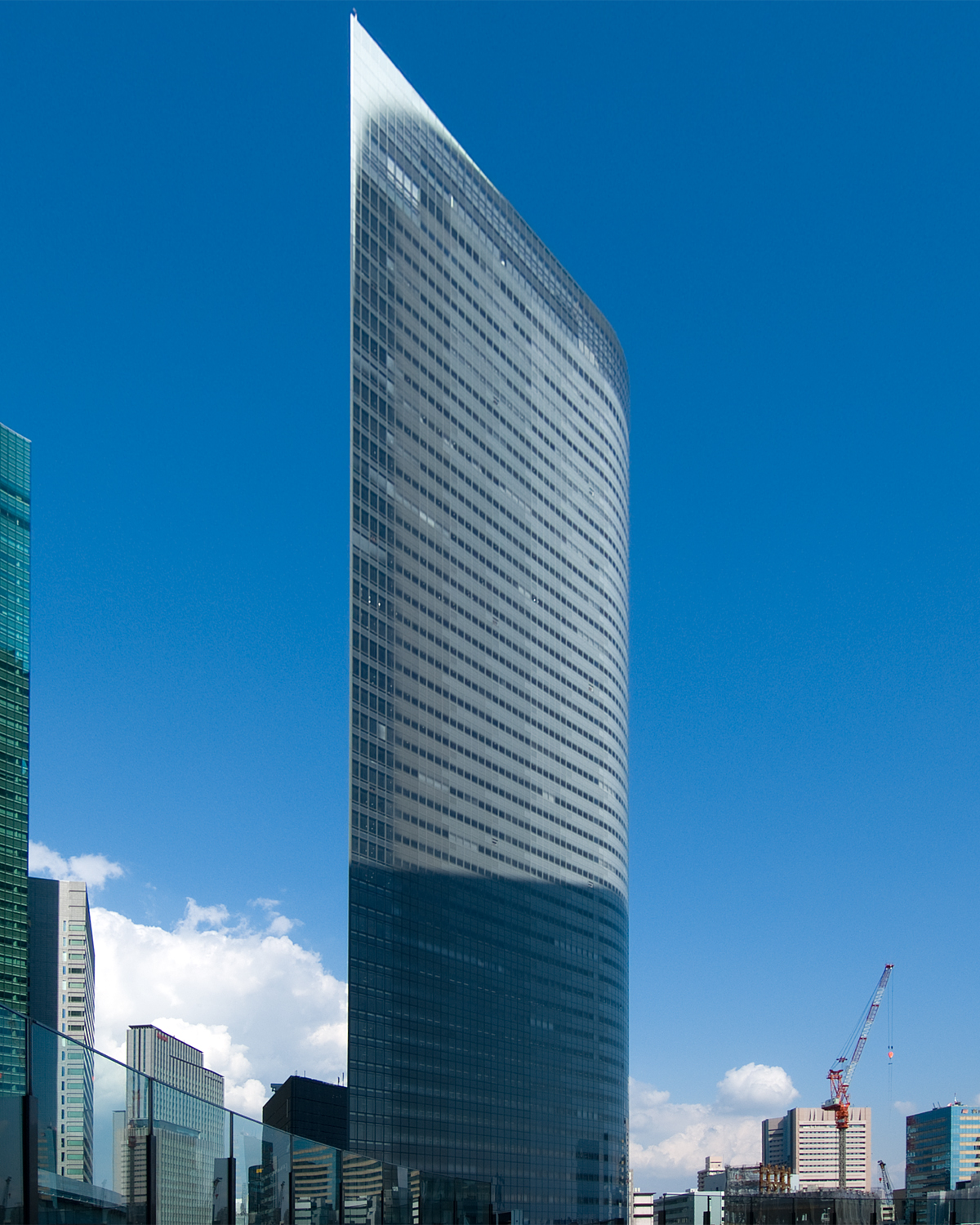
도쿄도 미나토구에 있는 덴쓰 본사

주식회사 덴쓰(일본어: 株式会社電通, 영어: Dentsu Inc.)는 일본의 광고 회사로 미쓰나가 호시오가 1901년에 세운 회사이다. 본사는 도쿄에 있으며 총자산 98억 5백만 달러(1999) 매출액 143억 68백만 달러(1999)이다. 주요 사업은 광고로 신문, 잡지, 광고지, 영화, 판매 판촉, 수송, 우편 등에 사용되는 인쇄물 제작이다.